# Équitation aux Jeux olympiques d'été de 1932
Navigation
Amsterdam 1928 Berlin 1936
Les épreuves d'équitation aux Jeux olympiques d'été de 1932 à Los Angeles incluaient le concours complet individuel et par équipe, le saut d'obstacles individuel et le dressage individuel et par équipe. Du fait de la localisation des jeux, peu d'équipes européennes ont fait le déplacement avec leurs chevaux, il n'y a donc eu que 35 participants aux épreuves équestres contre 121 quatre ans plus tôt. L'enjeu sportif était moindre, seul le Mexique est reparti sans médailles.
La vedette de ces épreuves est le japonais Takeichi Nishi, vainqueur en saut d'obstacles. Malgré de forts préjugés anti-asiatiques aux États-Unis, il devint en quelque temps une véritable célébrité hollywoodienne.

## Organisation

### Comité d'organisation
Le comité d'organisation des épreuves équestres est placé sous la direction du major général Guy V. Henry, alors président de la Fédération équestre internationale. Il est secondé dans sa tache par le commandant Georges Hector, un français, nommé secrétaire général. Ces deux personnages composent également le jury d'appel complété par le comte Clarence von Rosen, un suédois.

### Voyage des chevaux
Pour les chevaux européens c'est un véritable périple, les Néerlandais ont choisi d'effectuer un trajet direct vers Los Angeles via le canal de Panama. Cette longue traversée en bateau a rendu nécessaire l'utilisation d'un tapis roulant afin de garder les chevaux en forme à bord. Les Français et les Suédois sont eux arrivés à New-York en cargo, puis ils ont traversé les États-Unis grâce au chemin de fer.

### Sites

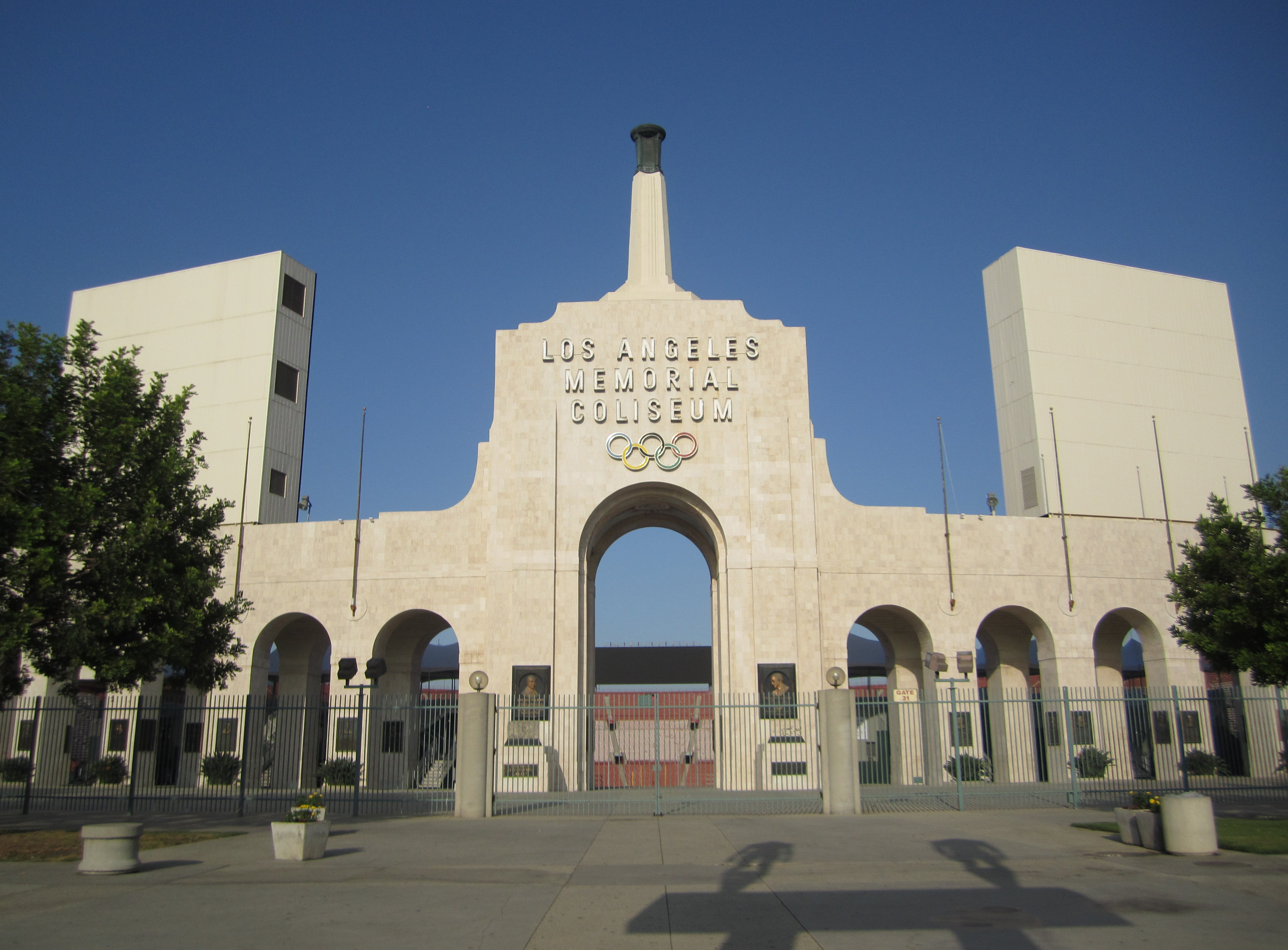
Entrée du stade olympique « Coliseum » de nos jours.

Le dressage se déroule sur le terrain de polo du Riviera Country Club attire 25 000 personnes venues voir les cavalier dérouler leur reprises. Plus de 100 000 personnes assistèrent aux parcours de saut d’obstacles et à la cérémonie de clôture au Memorial Coliseum. Le concours complet reprend les deux sites précédents pour le dressage et le saut, avec entre les deux l'épreuve de cross à côté de la ville d'Inglewood.

### Participants
Le nombre de pays pouvant participer aux épreuves équestres est limité, seuls trois pays européens ont pu envoyer des cavaliers pour une double raison : à l'époque le transport des chevaux est périlleux sur une telle distance et la mauvaise période économique mondiale, on est alors en pleine « Grande Dépression ». L'Allemagne, l'Italie, l'Espagne, la Suisse, la Pologne et la Tchécoslovaquie, aucun de ces pays n'a pu défendre les médailles gagnées aux Jeux olympiques d'été de 1928 à Amsterdam. Le Mexique participe pour la première fois aux épreuves équestres, seuls six pays sont ainsi représentés :
- France (3)
- Japon (5)
- Mexique (6)
- États-Unis (9)
- Pays-Bas (3)
- Suède (9)

### Épreuves
Cinq titres issus de trois disciplines sont disputés à l'occasion de ces Jeux olympiques d'été de 1932. Aucune nation n'a pu présenter trois cavaliers pour le saut d'obstacles, il n'y a donc pas eu de classement par équipes.
| Discipline       | Individuel | Par équipe | Total |
| ---------------- | ---------- | ---------- | ----- |
| Dressage         | 1          | 1          | 2     |
| Saut d'obstacles | 1          | 0          | 1     |
| Concours complet | 1          | 1          | 2     |
| Total            | 3          | 2          | 5     |

## Résultats

### Dressage
Pour la première fois, le piaffer et le passage, deux allures artificielles, sont demandés durant la reprise de dressage qui dure au total 16 minutes,.
Le podium a été bouleversé après des contestations américaines et françaises qui accusent le cavalier suédois Bertil Sandström, arrivé deuxième, d'avoir fait des appels de langue pour encourager son cheval, ce qui est strictement interdit par le règlement. Malgré les protestations de Sandström qui affirme que ce sont des craquements de sa selle, les trois membres du jury choisissent de le rétrograder à la dernière place. Cette décision permet au français Charles Marion de prendre la seconde place et à l'américain Hiram Tuttle de monter sur la troisième marche du podium.
| Médaille                            | Cavalier       | Pays       | Cheval  | Points   |
| ----------------------------------- | -------------- | ---------- | ------- | -------- |
| Médaille d'or, Jeux olympiques      | Xavier Lesage  | France     | Taine   | 1 031,25 |
| Médaille d'argent, Jeux olympiques  | Charles Marion | France     | Linon   | 916,25   |
| Médaille de bronze, Jeux olympiques | Hiram Tuttle   | États-Unis | Olimpic | 901,5    |

| Médaille                            | Pays       | Cavaliers                                                     | Points cumulés |
| ----------------------------------- | ---------- | ------------------------------------------------------------- | -------------- |
| Médaille d'or, Jeux olympiques      | France     | Xavier Lesage Charles Marion André Jousseaume                 | 2 818,75       |
| Médaille d'argent, Jeux olympiques  | Suède      | Bertil Sandström Thomas Byström Gustaf Adolf Boltenstern, Jr. | 2 678          |
| Médaille de bronze, Jeux olympiques | États-Unis | Hiram Tuttle Isaac Kitts Alvin Moore                          | 2 576,75       |

### Concours complet

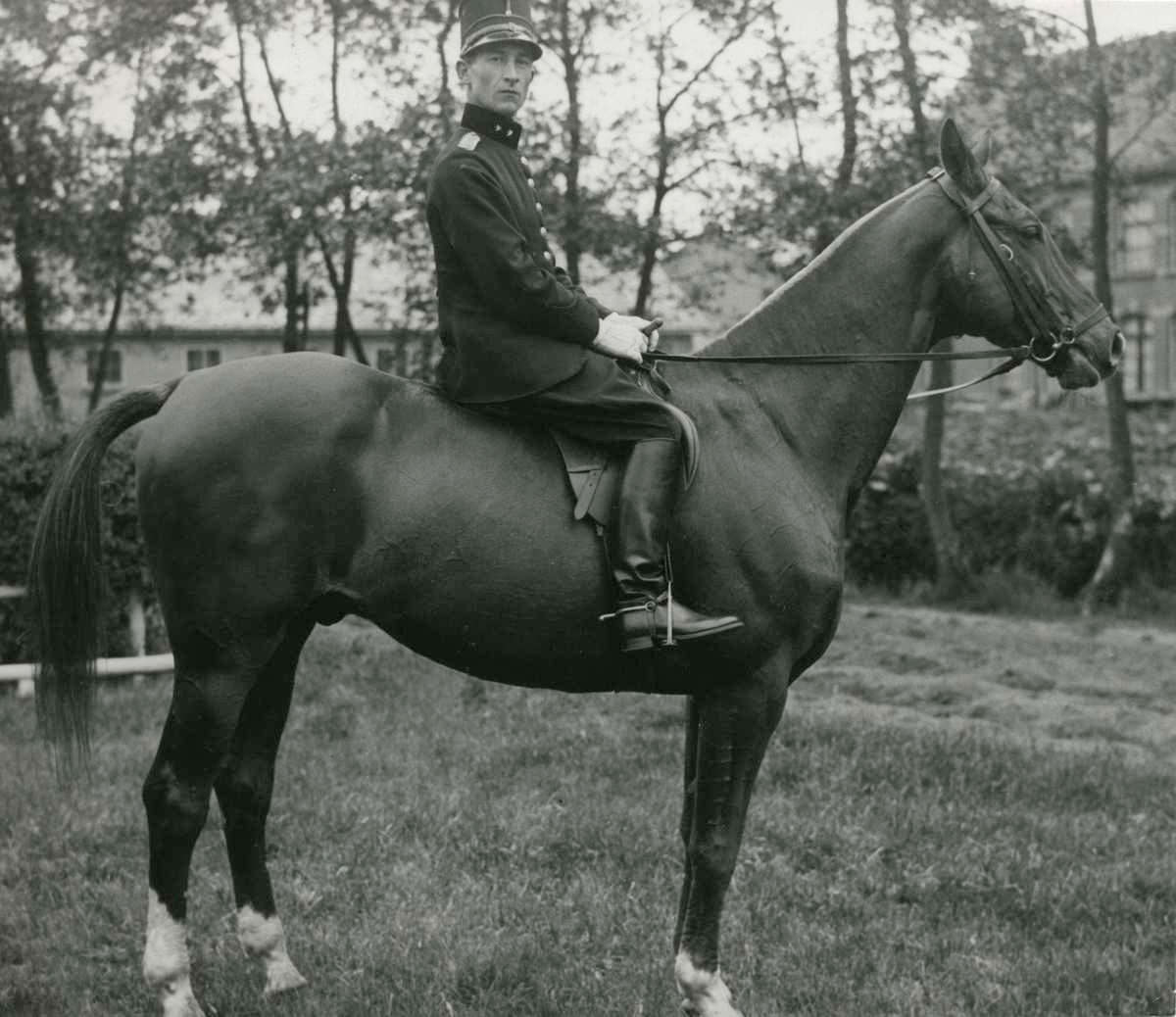
Le néerlandais Aernout van Lennep, médaillé d'argent par équipes du concours complet.

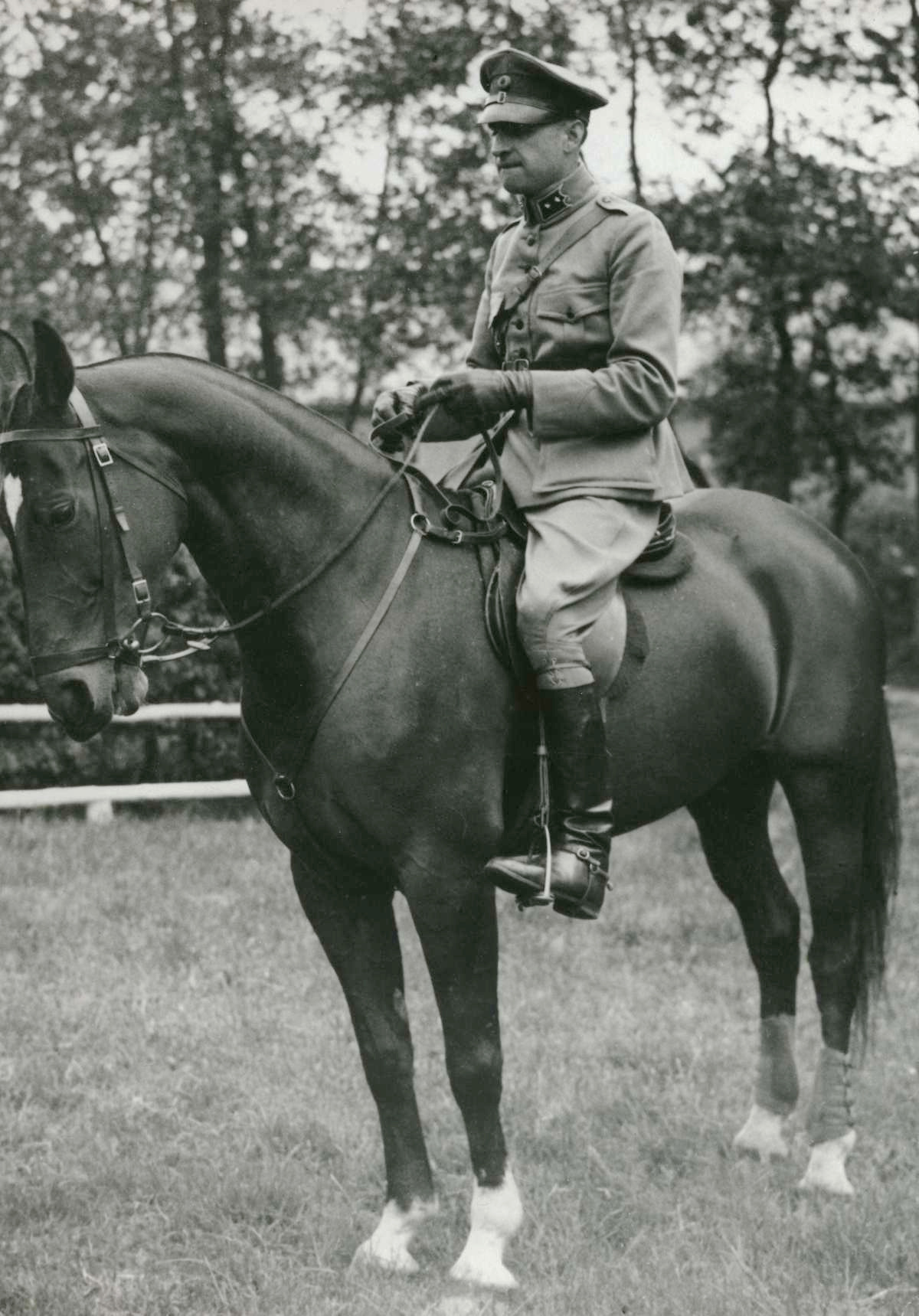
Le néerlandais Karel Schummelketel, médaillé d'argent par équipes du concours complet.

Sur les 2 000 points possibles, 1 300 concernent la partie steeple-chase/cross qui se déroule le dernier des trois jours du concours. Cela contribue à garder le suspens entier alors que le dressage ne peut rapporter que 400 points maximum et le saut d'obstacles seulement 300.
Quatre pays ont aligné trois cavaliers leur permettant de constituer une équipe, finalement, seuls les États-Unis suivis des Pays-Bas terminent la compétition avec tous leurs cavaliers. La médaille de bronze par équipe n'est donc pas attribuée.
| Médaille                            | Cavalier                   | Pays       | Cheval         | Points    |
| ----------------------------------- | -------------------------- | ---------- | -------------- | --------- |
| Médaille d'or, Jeux olympiques      | Charles Pahud de Mortanges | Pays-Bas   | Ferdinand      | 1 813,833 |
| Médaille d'argent, Jeux olympiques  | Earl Foster Thomson        | États-Unis | Jenny Camp     | 1 811     |
| Médaille de bronze, Jeux olympiques | Clarence von Rosen Jr.     | Suède      | Sunnyside Maid | 1 809,416 |

| Médaille                            | Pays                               | Cavaliers                                                         | Points cumulés                     |
| ----------------------------------- | ---------------------------------- | ----------------------------------------------------------------- | ---------------------------------- |
| Médaille d'or, Jeux olympiques      | États-Unis                         | Earl Foster Thomson Harry Chamberlin Edwin Argo                   | 5 038,083                          |
| Médaille d'argent, Jeux olympiques  | Pays-Bas                           | Charles Pahud de Mortanges Karel Schummelketel Aernout van Lennep | 4 689,083                          |
| Médaille de bronze, Jeux olympiques | Pas de médaille de bronze décernée | Pas de médaille de bronze décernée                                | Pas de médaille de bronze décernée |

### Saut d'obstacles

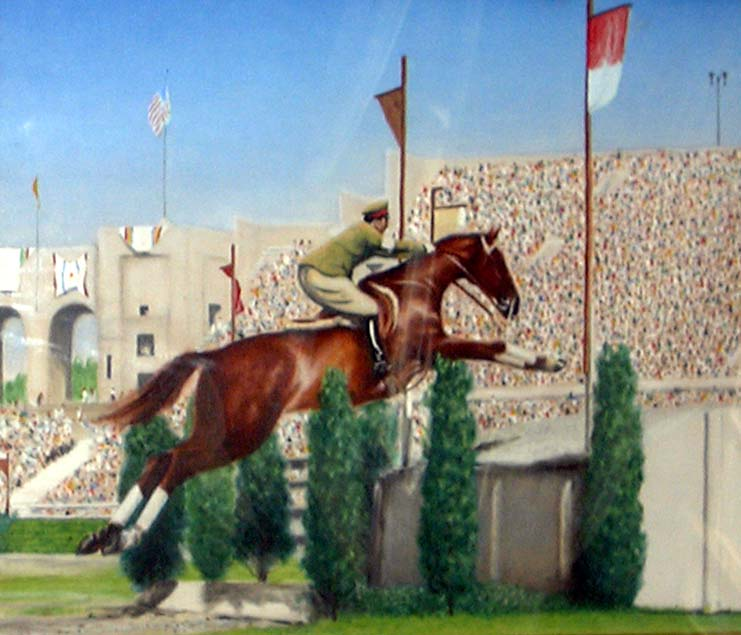
Le cavalier japonais Takeichi Nishi sur Uranus lors du parcours où ils remportent la médaille d'or en saut d'obstacles.

D'un point de vue sportif, cette épreuve est une catastrophe. En effet, le tracé du parcours dessiné par John Barry est bien plus compliqué par rapport à la précédente olympiade : il y a 20 sauts répartis sur 1 060 mètres avec 18 obstacles. Quatre d'entre eux sont particulièrement difficiles : les deux verticaux de 1,60 mètre, le mur et la rivière de 5 mètres de large,. Il n'y eut aucune médaille par équipe, car aucun pays n'a pu finir la compétition avec trois cavaliers, minimum nécessaire pour un classement. Sur les onze cavaliers ayant pris part à la compétition, seuls six parviennent au bout du parcours sans être éliminés.
C'est l'occasion pour Takeichi Nishi de faire ses preuves, cet officier japonais est la surprise de ces jeux en remportant la médaille d'or individuelle. Il devient très rapidement une célébrité à Hollywood en s'affichant aux côtés des stars de cinéma des années 1930 telles que Douglas Fairbanks, Will Rogers et Mary Pickford. Nishi reste très longtemps populaire en Amérique après ces jeux, il est même nommé citoyen d’honneur de la ville de Los Angeles. Une histoire qui a failli n'avoir jamais lieu, l’armée japonaise refusant de payer pour le cheval, Nishi achète donc Uranus avec ses propres fonds lors d'un séjour en Italie en juillet 1930. La suite est beaucoup plus tragique. Lors de la Seconde Guerre mondiale, Takeichi Nishi est le commandant de l'île d’Iwo Jima, théâtre d'une bataille féroce à la suite du débarquement américain. Il y est tué en mars 1945.
| Médaille                            | Cavalier               | Pays       | Cheval    | Points |
| ----------------------------------- | ---------------------- | ---------- | --------- | ------ |
| Médaille d'or, Jeux olympiques      | Takeichi Nishi         | Japon      | Uranus    | 8      |
| Médaille d'argent, Jeux olympiques  | Harry Chamberlin       | États-Unis | Show Girl | 12     |
| Médaille de bronze, Jeux olympiques | Clarence von Rosen Jr. | Suède      | Empire    | 16     |

## Compteur de médailles
La France domine le classement des médailles, quant au Japon, la médaille d'or en saut d'obstacles reste à ce jour la seule jamais remportée par ce pays en équitation.
|   | Nation     | Or | Argent | Bronze | Total |
| - | ---------- | -- | ------ | ------ | ----- |
| 1 | France     | 2  | 1      | 0      | 3     |
| 2 | États-Unis | 1  | 2      | 2      | 5     |
| 3 | Pays-Bas   | 1  | 1      | 0      | 2     |
| 4 | Japon      | 1  | 0      | 0      | 1     |
| 5 | Suède      | 0  | 1      | 2      | 3     |